# El Gladiador (robot)
El Gladiador (大空魔竜ガイキング Daikyu Maryu Gaiking?) es una serie japonesa de anime, de temática Super Robot, producida por Toei Animation. La versión animada consistió en 44 capítulos que salieron al aire como parte del Festival de los Robots durante los años 80.
La música de apertura en español estuvo a cargo del chileno Guillermo "Memo" Aguirre, conocido como el "Capitán Memo" y su banda sonora estuvo a cargo del gran compositor japonés Shunsuke Kikuchi.
Daiku Maryu Gaiking (El Gran Dragón Del Espacio) se estrenó en Japón en 1976 y se produjo en combinación de Toei Doga y Fuji TV. También era parte del Festival de los Robots, donde tenía el nombre de "El Gladiador".
La serie consta de 44 episodios, de los cuales se doblaron 40 (incluyendo el final). Los motivos habrían sido los desacuerdos que tenía Go Nagai con Toei. 

## Argumento
Los Zelanos planean invadir la Tierra para colonizarla. Su planeta está siendo destruido por un agujero negro y esto hace que los alienígenas se apresuren en culminar sus objetivos. El Dr. Diamond construye el Gran Dragón del Espacio para defender la Tierra de esta invasión, gracias a la más temible arma del Dragón: el poderoso Gaiking (El Gladiador).
El Gladiador es un robot constituido de 2 componentes más la cabeza del gran Dragón del Espacio.
El Gran Dragón del Espacio: Una máquina formidable que acompaña en la lucha en contra de una raza extraterrestre sin planeta que quiere dominar la Tierra. Brando (Sanshiro Shiwabuki), un jugador de Béisbol, es escogido para ser el piloto del Gladiador debido a sus especiales poderes extrasensoriales, que nunca son del todo explicados en la serie. Los Zelanos tratan de matarlo, y es rescatado por la tripulación del Gran Dragón, pero sufre heridas en sus muñecas, lo que termina abruptamente su carrera en el Béisbol, y le hace empezar otra como piloto del robot gigante.
El poder de Brando tiene la habilidad de darle energía a las cosas. En un episodio es perseguido por un camión, así que coge una piedra, la carga de energía y destroza con ella el camión, como si de una granada se tratara. A lo largo de la serie, El Gladiador obtiene gracias a él muchas de sus nuevas armas y poderes.
El aspecto del Gladiador es similar al de un antiguo gladiador, razón por la cual se empleó dicho nombre para la versión en castellano. La cabeza ostenta un par de cuernos, por lo que parece que tuviera un casco en lugar de ser su cabeza realmente. Además, las placas a la altura del maxilar completan la ilusión de que se trata de un caballero en armadura.
Su cuerpo es parecido al de Mazinger Z, con superficies redondas y simples, incluso el color y la disposición, solo que algo más compacto. Completan al modelo un par de alas cortas, ubicadas en la espalda, y tal vez la única parte puntiaguda del robot sean las lanzas a manera de cruces ubicadas en sus pantorrillas.
En cuanto a la transformación del Gladiador, esta se hace por medio de módulos. El Skylar es lanzado desde la rampa de lanzamiento del Gran Dragón del Espacio, ubicada en la parte frontal de la base, además de las partes que se ensamblan con su cabeza, para formar al Robot.

## Personajes
Brando Drumond (Sanshiro Tsuwabuki (石蕗三四郎)
seiyū: Akira Kamiya
Es un joven jugador de béisbol de ligas menores el cual tiene una habilidad especial oculta en su interior y ni el mismo sabe que la tiene. Desde que sufre un atentado contra su vida, generado por los Hombres-aves negras, que le fracturan la muñeca izquierda (con la que lanza la bola). Es por eso que es reclutado por el Doctor Diamond para que sea el piloto del robot el Gladiador (Gaiking).
Doctor Diamond (Doctor Daimonji (大文字博士)
seiyū: Hidekatsu Shibata
Es un brillante científico de reconocida fama a nivel mundial quien es el constructor del Gran Dragón del Espacio y quien se encarga de reunir a un equipo para defender a la humanidad ante la amenaza de invasión por parte de Darío el Grande y las Fuerzas Negras del Terror.
Pete Richardson (ピート・リチャードソン)
seiyū: Makio Inoue
Es de nacionalidad estadounidense y piloto del Gran Dragón del Espacio. Es un muchacho muy disciplinado y estricto consigo mismo y con grandes habilidades para mantener la calma en momentos de crisis.
De todos los miembros de la tripulación, es junto a Fan-Li, quien a lo largo de la serie le es mostrado un familiar directo, cuando en un capítulo lo va a visitar su hermano menor, Tom. Y quien cuenta la historia de su vida y el porqué es tan estricto y disciplinado consigo mismo.   
Tonina (Yamagakake (山ヶ岳)
seiyū: Osamu Katoh
De nacionalidad japonesa, es un luchador de sumo, piloto del jet tanque. A pesar de su gorda figura y de rostro severo, posee un buen corazón y es quien pone la cuota de humor en la serie. Especialista en trabajos terrestres.
Robert (Bunta Hayami (速水文太)
seiyū: Kenichi Ogata
Piloto del Súper Caracol, especialista en trabajos acuáticos.
Fan-Li (ファン・リー)
seiyū: Kan Torumaku
De nacionalidad Hongkonés, es un experto luchador de boxeo y patada y piloto del Skyler, que lo hace especialista en operaciones aéreas.
Junto con Pete, son los únicos que a lo largo de la serie le es mostrado un familiar directo, cuando en un capítulo, va en busca de su hermano perdido, San-Li, quien al momento del reencuentro, es asesinado con un rayo disparado por un agente encubierto de las Fuerzas Negras del Terror.
Gene Sykon (Gen Sakon (左近元)
seiyū: Kiton Yamada
Llamado "El cerebro del Gran Dragón" por su gran inteligencia y capacidad, es el segundo al mando del Gran Dragón del Espacio después del Doctor Diamond.
Marissa Morgan (Midori Fujiyama (藤山みどり)
seiyū: Mami Koyama
Encargada de Telecomunicaciones en el Gran Dragón del Espacio. Un día, el Doctor Diamond la descubre llorando en el patio de su casa, donde descubre que es de una raza extraterrestre. Por lo cual, la adopta como su hija y la hace miembro de la tripulación del Gran Dragón del Espacio. Casi todos los miembros del equipo están enamorados de ella, especialmente Tonina. Pero su corazón le pertenece a Brando.
Johnny (Hachiro (八郎)
seiyū: Noriko Tsukase
Es un niño huérfano que el Doctor Diamond tiene a su cuidado. Admira de gran manera a Brando y sueña en convertirse en un gran piloto como él.

## Reparto

### Personajes principales
| Personaje       | Actor de voz (Japón) | Doblaje (Hispanoamérica)                               | Doblaje (España)    |
| --------------- | -------------------- | ------------------------------------------------------ | ------------------- |
| Brando Drumond  | Akira Kamiya         | Jesús Barrero                                          | José Antonio Gavira |
| Doctor Diamond  | Hidekatsu Shibata    | Antonio Raxel                                          | Mariano Peña        |
| Pete Richardson | Makio Inoue          | Roberto Alexander                                      | Alberto Hidalgo     |
| Tonina          | Osamu Katoh          | Roberto Alexander                                      | Antonio Inchausti   |
| Robert          | Kenichi Ogata        | Eduardo Benjumea                                       | Javier del Río      |
| Fan-Li          | Kan Torumaku         | Edgar Wald                                             | Javier del Río      |
| Gene Sykon      | Kiton Yamada         | Alejandro Abdalah (primer episodio) Edgar Wald (resto) | José Manuel Seda    |
| Marissa Morgan  | Mami Koyama          | Edith Díaz                                             | Ana Cremades        |
| Johnny          | Noriko Tsukase       | Ruth Toscano                                           | Julia Oliva         |

### Fuerzas Negras del Terror
| Personaje        | Actor de voz (Japón)        | Doblaje (Hispanoamérica) | Doblaje (España) |
| ---------------- | --------------------------- | ------------------------ | ---------------- |
| Darío el Grande  | Kenichi Ogata               | Edgar Wald               | Jorge Tomé       |
| Rey del Norte    | Makio Inoue - Shunji Yamada | Alejandro Abdalah        | Joaquín Prada    |
| Rey de Occidente | Osamu Kato                  | Edgar Wald               | Antonio Villar   |
| Rey del Este     | Hidekatsu Shibata           | Eduardo Benjumea         | Mariano Fraile   |
| Rey del Sur      | Kan Tokumaru                | Edgar Wald               | Manuel Santana   |